# Thaumatoleptes
Thaumatoleptes is een geslacht van hooiwagens uit de familie Gonyleptidae.
De wetenschappelijke naam Thaumatoleptes is voor het eerst geldig gepubliceerd door Roewer in 1930. 

## Soorten
Thaumatoleptes is monotypisch en omvat slechts de volgende soort:
- Thaumatoleptes rugosus